# السيف المشهور في شرح عقيدة أبي منصور
السيف المشهور في شرح عقيدة أبي منصور هو كتاب للإمام تاج الدين السبكي الشافعي الأشعري (المتوفى سنة 771هـ) شرح فيه العقيدة المنسوبة للإمام أبي منصور الماتريدي (المتوفى سنة 333هـ) إمام المدرسة الماتريدية التي يتبعها غالبية أتباع المذهب الحنفي في العقيدة. شرحها التاج السبكي شرحاً متوسطاً، مبيّناً فيه أن عقيدة الأشعرية هي عقيدة الحنفية الماتريدية، وأن الخلاف بينهم وبين الأحناف يسير جداً وفي مسائل معدودة، لا يقتضي تكفيراً ولا تبديعاً. وأن عقيدة الشيخ أبي الحسن الأشعري قد أجمع عليها الشافعية والحنفية والمالكية وفضلاء الحنابلة. وقد ذكر هذا الكتاب تاج الدين السبكي في طبقاته الكبرى بقوله: «إن عقيدة أبي حنيفة النعمان، والأشعري حقيقة الإتقان، فكلاهما والله صاحب سنة بهدي نبي الله مقتديان، قد قررنا هذه المسألة في كتابنا في شرح عقيدة الأستاذ أبي منصور».
ومما يؤكد أن عقيدة الماتريدية والأشعرية واحدة، ما جاء في الكتاب من تنزيه الله عن الجهة والمكان: «(ثم إن المشبهة والكرامية قالوا إن الله تعالى على العرش عُلو تمكّن، وهو جسم لا كالأجسام، لقوله تعالى: «الرحمن على العرش استوى»). قلنا: أما قولهم: «إنه على العرش علو تمكّن» فهذيان. وأما استدلالهم بالآية فليس معنى الاستواء الجلوس، بل فيه قولان لأهل السنة. أحدهما: (إن معنى الاستواء الاستيلاء)، أي استولى على العرش الذي هو أعظم المخلوقات، وبالاستيلاء عليه يكون مستولياً على الوجود بأسْره. تقول: استوى الأمر لزيد، إذا كمل له وصار مستولياً عليه. ومنه قول الشاعر: قد استوى بشر على العراق *** من غير سيف ودم مهراق. أي استولى. والقول الثاني: إنا نفوّض أمر معناه إلى الله تعالى، ونقول: هو تعالى منزه عن الجهة، متعال عن الجسمية، وهو أعلم بمراده من قوله: «استوى». وهذه طريقة السلامة، وهي المنقولة عن سلف الأمة. قال مالك وغيره: «الاستواء معلوم، والكيف مجهول، والسؤال عنه بدعة». وفي المكان مباحث يطول ذكرها، ولا يحمل هذا المختصر بسطها. (ويُرد قولهم «جسم» بقوله تعالى: «ليس كمثله شيء»). ولو كان جسماً لكان كل جسم مِثْلاً له، فكانت أمثاله لا تحصى، تعالى الله عن ذلك علواً كبيراً...».
وقد شكك التاج السبكي في نسبة هذه الرسالة إلى الماتريدي، وأشار إلى أنها لبعض تلاميذ الماتريدي. ومما يؤكد عدم صحة نسبة هذه الرسالة إلى الماتريدي، هو ورود ذكر الأشعرية في نصها، بالإضافة إلى أن بقية من ترجم للماتريدي لم يذكروا هذه الرسالة ضمن مؤلفاته. وذكر فؤاد سزكين أن الرسالة طبعت بأنقرة عام 1953م.

## مقدمة الكتاب
| السيف المشهور في شرح عقيدة أبي منصور | الحمد لله القاهر سلطانه، الظاهر برهانه، الباهر فضله وإحسانه، والصلاة على سيدنا محمد الرسول المصطفى، المبعوث رحمة وتلطّفا، المنعوت في التوراة والإنجيل عظمة وشرفا، وعلى آله وأصحابه والتابعين لهم بإحسان؛ وسلّم تسليماً بمزيد الفضل والامتنان. ورضي الله عن الأئمة الذين أسس بنيان قواعدهم على تقوى من الله ورضوان، وخص من بينهم محمد بن إدريس الشافعي وأبا حنيفة النعمان. فإنهما القمران إذا أظلم الديجور، والمقصدان إذا حلت عقد الأمور، واللذان كان للأمة بهما نور على نور. أما بعد: فهذه ورقات قصدنا بها إلى حل العقيدة المنسوبة للإمام الكبير أبي منصور الماتريدي وشرحها شرحاً متوسطاً، مُنزّلاً على كلامه، مرتبِطاً وافياً بمراده، آتياً بإصداره وإيراده، مبيّناً فيه عقيدتنا، مشاعر الأشعرية، هي عقيدة جماعة الحنفية، وأن شيخنا أبا الحسن قدوة، ما حاد عن سبيله متنسّك، وإمام ساد كُلاً بطريقته، متمسّك، وأن عقيدته - كما قال شيخ الشافعية ابن عبد السلام، وشيخ الحنفية الحصيري، وشيخ المالكية ابن الحاجب - أجمع عليها الشافعية والحنفية والمالكية وفضلاء الحنابلة، وأن الخلاف بيننا وبين الحنفية في مسائل معدودة غير طائلة، لا يقتضي تكفيراً ولا تبديعاً. وقد خصصناها بقصيدة نظمنا فيها تلك المسائل جميعاً. ووسَمت هذا الشرح بـ(السيف المشهور في شرح عقيدة أبي منصور)... | السيف المشهور في شرح عقيدة أبي منصور |

## صحة نسبة هذه العقيدة للماتريدي
كتاب العقيدة أو رسالة في العقيدة ورد ذكره عند كارل بروكلمان وفؤاد سزكين باسم العقيدة، كما وقعت عند الأخير إشارة إلى المكتبات التي وجدت فيها نسخها الخطية. وذكره صاحب كشف الظنون باسم عقيدة أبي منصور الماتريدي، حيث أشار إلى أنه كتاب شرحه تاج الدين السبكي وسمّاه السيف المشهور في شرح عقيدة أبي منصور. وقد ورد ذكر الكتاب عند صاحب هدية العارفين باسم عقيدة الماتريدية. فقد أشار أيوب علي إلى أنها نسخة لا توجد منفردة، بل توجد ضمن شرح التاج السبكي ولم يذكرها أصحاب الطبقات. فهي في الواقع رسالة وجدت منفردة، منها نسخة بدار الكتب المصرية، تحت رقم 3/1717، ونسخة لاله لي 2/2411، ونسخة نور عثمانية 2/2188، ونسخة كوبريلي 6/244، ونسخة ملت، قسم فيض الله 2/2155، ونسخة راغب باشا 2/1479.
وقد ذهب بعض الباحثين المعاصرين إلى عدم صحة نسبة الكتاب إلى الإمام الماتريدي لأسباب ذكرت في نسبة كتاب شرح الفقه الأكبر في كتاب التوحيد للإمام الماتريدي. وقد طبع الكتاب باسم رسالة في العقائد من قِبل باحث تركي، وهو ضياء الدين يوروكان، كما نُقل إلى اللغة التركية مع بعض التعليقات العلمية. وفي مقدمة الدراسة وضع المترجم الاحتمال القائل بأن الرسالة تعبّر عن آراء الماتريدي، فلعلها من عمل أحد أتباعه.
ولعل الأقرب إلى الصواب أن هذه الرسالة منسوبة إلى أبي منصور الماتريدي لأسباب واضحة في نص الرسالة، وهي كالآتي:
1. إن نص الرسالة يبدأ بعبارة: «بسم الله الرحمن الرحيم؛ هذه العقيدة منسوبة إلى الشيخ الإمام ناصح الأمة، مظهر الشريعة، رئيس أهل السنة والجماعة أبي منصور الماتريدي». فهي عبارة واضحة أنها منسوبة إليه، وليست من مؤلفاته.
2. إن الرسالة غير مذكورة لدى الإمام سيف الحق أبي المعين النسفي صاحب تبصرة الأدلة حين عرض مؤلفات الماتريدي بالتفصيل.
3. إن الرسالة قد ورد فيها عرض أو نقد لأقوال الأشاعرة في موضوعات عديدة، مثل صفات الله، وصفة الكلام، والتكوين، والاستطاعة، والسعادة والشقاوة.
4. وعند الاطلاع على الرسالة نفسها في موضوع (الإيمان والإسلام) نجد المؤلف - بعد ذكر آراء العلماء في ذلك - يقول العبارة الآتية: «إلا أن الأصح ما قاله أبو منصور الماتريدي: إن الإسلام معرفة الله تعالى بلا كيف ومحله الصدر».
5. وبعد الاطلاع الدقيق لكتاب السيف المشهور في شرح عقيدة أبي منصور للتاج السبكي، يتأكد الباحث من عدم صحة نسبة الكتاب إلى الماتريدي. ويضاف إلى ذلك أن شارح الكتاب قد نفى نسبته إلى الماتريدي، حيث قال: «واعلم أن المنقول عن الأستاذ أبي منصور الماتريدي، رحمه الله، أنه يوافق الأشاعرة في الاستثناء في الإيمان ويخالف الحنفية. وقد صرح صاحب هذه العقيدة بموافقة الحنفية»، وهذا أيضاً يدل على أنها ليست من كلام أبي منصور.

## مخطوطات الكتاب
لهذا الكتاب ثلاث نسخ، إحداها في مكتبة شيخ الإسلام عارف حكمت بالمدينة المنورة تحت رقم 1049، وثانيهما في مكتبة السليمانية بقسم حاجي محمود أفندي باستانبول تحت رقم 1329، وثالثهما في المكتبة نفسها بقسم شهيد علي باشا تحت رقم 1637/1.

## نبذة عن المؤلف
هو الإمام قاضي القضاة شيخ الإسلام عبد الوهاب بن علي بن عبد الكافي بن علي، المكنى بأبي نصر، الملقب بتاج الدين، ينتمي إلى أسرة شاركت بنصيب كبير في النهضة العلمية الإسلامية.
ولد بمصر سنة 727هـ، ونشأ في جو علمي، وبدأ في تحصيل العلوم مبكراً، وحفظ القرآن، ثم أخذ عن والده (شيخ الإسلام قاضي القضاة تقي الدين السبكي) أصول العربية، والعقيدة، والفقه، وتتلمذ على أساتذة عصره، فأجاز له ابن الشحنة ويونس الدبوسي. وحين تولى والده منصب قاضي قضاة الشام رحل معه إلى دمشق سنة 739هـ، وتتلمذ هناك أيضاً على جهابذة عصره، ولازم الحافظ جمال الدين المزي المتوفى سنة 742هـ، والحافظ الذهبي المتوفى سنة 742هـ، وابن سيد الناس اليعمري المتوفى سنة 734هـ.
ولما بلغ ثمانية عشر من عمره أجاز له أساتذته بالإفتاء والتدريس، وتولى منصب التدريس في أشهر مدارس دمشق أمثال مدرسة العزيزية والشامية والناصرية وغيرها من المدارس، ومنصب الإمامة والخطابة في الجامع الأموي، وتولى قضاء الشام سنة 756هـ، وظل يشغل هذا المنصب إلى آخر حياته، إلا أنه قد عُزل ثم أعيد أكثر من مرة. وسجن في هذه الفترة لمدة قصيرة. وقد توفى بالطاعون في ذي الحجة سنة 771هـ عن أربع وأربعين سنة ودفن بالشام.
فقد عاش حياة قصيرة لكنها حافلة بالعلوم والمعارف، وتطرق إلى أبواب العلوم الإسلامية كلها، فأخذ مكانه المرموق بين جهابذة عصره. وقد ألف في الفقه والأصول والحديث والتاريخ والأدب، وشرح عقيدة أبي منصور الماتريدي شرحاً يدل على تمكنه من علم الكلام. وقد زادت مؤلفاته على عشرين مؤلفاً، أشهرها:
- شرح مختصر ابن الحاجب المسمى برفع الحاجب عن مختصر ابن الحاجب.
- شرح منهاج الوصول إلى علم الأصول.
- طبقات الشافعية (الكبرى، والوسطى، والصغرى).
- جمع الجوامع في أصول الفقه.
- السيف المشهور في شرح عقيدة أبي منصور.

## فهرس محتويات الكتاب
- مقدمة التحقيق.
- مقدمة المؤلف.
- العلم.
- حدوث العالم.
- وحدانية الله تعالى.
- من الصفات التنزيهية.
- الاسم والمسمى.
- رؤية الله تعالى.
- أزلية صفات الله تعالى.
- التكوين والمكون.
- صفة الكلام.
- تنزيه الله تعالى عن المكان.
- أفعال العباد.
- إبطال التوليد.
- أجل المقتول.
- الرزق الحرام.
- رعاية الأصلح.
- تعريف الإيمان.
- الإيمان والإسلام.
- إيمان المقلد.
- خلق الإيمان.
- نور الإيمان.
- الإيمان حال البأس.
- الاستثناء في الإيمان.
- السعادة والشقاوة.
- الأمر بالمعروف والنهي عن المنكر.
- مرتكب الكبيرة.
- أحوال الآخرة.
- الملائكة.
- فطرة الإسلام.
- من مسائل التكفير.
- إرسال الرسل.
- مسئلة التفضيل.
- الخلافة.
- الفروق.
- المراجع.
- الفهارس.